# Tour d'Espagne 1935
La première édition du Tour d'Espagne s'est déroulée entre le 29 avril et le 15 mai 1935 et était composée de 14 étapes pour un total de 3 425 kilomètres. Le départ et l'arrivée étaient fixés à Madrid.
Cinquante coureurs y ont participé, dont 32 Espagnols. 29 d'entre eux sont arrivés au terme de la course, disputée sous des conditions météorologiques froides et pluvieuses. Le Belge Gustaaf Deloor prit le maillot de leader avec neuf minutes d'avance lors de la troisième étape. Il était concurrencé par Mariano Cañardo. Celui-ci chuta cependant durant la treizième étape et perdit 5 minutes. Lors de la dernière étape, Deloor attaqua et remporta l'étape et le classement général, à une vitesse moyenne de 28,537 km/h,.

## Classement général
| \| 1 \| Gustaaf Deloor \| Belgique \| en \| 120 h 00 min 07 s \| \| 2 \| Mariano Cañardo \| Espagne \| + \| 13 min 28 s \| \| 3 \| Antoine Dignef \| Belgique \| \| 20 min 10 s \| \| 4 \| Max Bulla \| Autriche \| \| 28 min 51 s \| \| 5 \| Edoardo Molinar \| Italie \| \| 29 min 47 s \| \| 6 \| Alfons Deloor \| Belgique \| \| 47 min 27 s \| \| 7 \| Paolo Bianchi \| Italie \| \| 51 min 51 s \| \| 8 \| Fernand Fayolle \| France \| \| 52 min 58 s \| \| 9 \| Walter Blattmann \| Suisse \| \| 1 h 09 min 02 s \| \| 10 \| Marinus Valentijn \| Pays-Bas \| \| 1 h 09 min 46 s \| |                   |          |    |                   |
| 1 | Gustaaf Deloor    | Belgique | en | 120 h 00 min 07 s |
| 2 | Mariano Cañardo   | Espagne  | +  | 13 min 28 s       |
| 3 | Antoine Dignef    | Belgique |    | 20 min 10 s       |
| 4 | Max Bulla         | Autriche |    | 28 min 51 s       |
| 5 | Edoardo Molinar   | Italie   |    | 29 min 47 s       |
| 6 | Alfons Deloor     | Belgique |    | 47 min 27 s       |
| 7 | Paolo Bianchi     | Italie   |    | 51 min 51 s       |
| 8 | Fernand Fayolle   | France   |    | 52 min 58 s       |
| 9 | Walter Blattmann  | Suisse   |    | 1 h 09 min 02 s   |
| 10 | Marinus Valentijn | Pays-Bas |    | 1 h 09 min 46 s   |

## Étapes
| N°  | Date     | Villes étapes               | km  | Vainqueur d'étape | Leader du général |
| 1re | 29 avril | Madrid - Valladolid         | 185 | Antoine Dignef    | Antoine Dignef    |
| 2e  | 30 avril | Valladolid - Santander      | 235 | Antonio Escuriet  | Antonio Escuriet  |
| 3e  | 2 mai    | Santander - Bilbao          | 187 | Gustaaf Deloor    | Gustaaf Deloor    |
| 4e  | 3 mai    | Bilbao - Saint-Sébastien    | 105 | Antoine Dignef    | Gustaaf Deloor    |
| 5e  | 4 mai    | Saint-Sébastien - Saragosse | 287 | Mariano Cañardo   | Gustaaf Deloor    |
| 6e  | 5 mai    | Saragosse - Barcelone       | 250 | François Adam     | Gustaaf Deloor    |
| 7e  | 7 mai    | Barcelone - Tortosa         | 209 | Antonio Montes    | Gustaaf Deloor    |
| 8e  | 8 mai    | Tortosa - Valence           | 264 | Max Bulla         | Gustaaf Deloor    |
| 9e  | 9 mai    | Valence - Murcie            | 269 | Salvador Cardona  | Gustaaf Deloor    |
| 10e | 10 mai   | Murcie - Grenade            | 240 | Max Bulla         | Gustaaf Deloor    |
| 11e | 11 mai   | Grenade - Séville           | 267 | Gustaaf Deloor    | Gustaaf Deloor    |
| 12e | 13 mai   | Séville - Cáceres           | 179 | François Adam     | Gustaaf Deloor    |
| 13e | 14 mai   | Cáceres - Zamora            | 211 | Edoardo Molinar   | Gustaaf Deloor    |
| 14e | 15 mai   | Zamora - Madrid             | 263 | Gustaaf Deloor    | Gustaaf Deloor    |

## Classement annexe
| \| 1. \| Edoardo Molinar \| Italie \| 68 points \| \| 2. \| Luigi Barral \| Italie \| 68 points \| \| 3. \| Leo Amberg \| Suisse \| 51 points \| |                 |        |           |
| 1. | Edoardo Molinar | Italie | 68 points |
| 2. | Luigi Barral    | Italie | 68 points |
| 3. | Leo Amberg      | Suisse | 51 points |

## Liste des coureurs
| 1-10 | 11-20 | 21-30 |
| - 1 Mariano Cañardo (Esp) - 2 Francisco Cepeda (Esp) - 3 Emiliano Álvarez (Esp) - 4 Isidro Figueras (Esp) - 5 Francisco Mula (Esp) - 6 Ramón Ruiz Trillo (Esp) - 7 David Pérez (Esp) - 8 Américo Tuero (Esp) - 9 Francisco De Blas (Esp) - 10 Rafael Pou (es) (Esp)   | - 11 Agustín González (Esp) - 12 Antonio Andrés Sancho (Esp) - 13 Vicente Bachero (es) (Esp) - 14 Vicente Trueba (Esp) - 15 Manuel Trueba (Esp) - 16 Fermin Trueba (Esp) - 17 Luciano Montero (Esp) - 18 Manuel Ruiz Trillo (Esp) - 19 Jaime Pages (Esp) - 20 Salvador Cardona (Esp)                   | - 21 Antonio Escuriet (Esp) - 22 Federico Ezquerra (Esp) - 23 Santiago Mostajo (Esp) - 24 Joaquín Bailón (Esp) - 25 Juan Gimeno (Esp) - 26 Antonio Destrieux (es) (Esp) - 27 Marinus Valentijn (Hol) - 28 Salvador Molina (Esp) - 29 Manuel Capella (es) (Esp) - 30 Manuel Ginés (Esp) |
| 31-40 | 41-50 + 31 NP | |
| - 31 Karl Thallinger (Aut) - 32 Max Bulla (Aut) - 33 Luigi Barral (Ita) - 34 Edoardo Molinar (Ita) - 35 Paolo Bianchi (Ita) - 36 Sébastien Piccardo (Ita) - 37 Antonio Montes (Esp) - 38 Miguel Carrión (es) (Esp) - 39 Luis Esteve (Esp) - 40 Marcel Rochefort (Fra) | - 41 Antoine Dignef (Bel) - 42 François Gardier (Bel) - 43 Alfons Deloor (Bel) - 44 Gustaaf Deloor (Bel) - 45 Léon Louyet (Bel) - 46 Walter Blattmann (Sui) - 47 François Adam (Bel) - 48 Fernand Fayolle (Fra) - 49 Gerrit van de Ruit (nl) (Hol) - 50 Léo Amberg (Sui) - 31 Eusebio Bastida (Esp) NP | |